# 大谷口北町
大谷口北町（日语：／ Ōyamaguchi-kitachō */?）是東京都板橋區的町名，為未設丁目的單獨町名。 
板橋區全域已實施住居表示。

## 地理
位於東京都板橋區南部，町域西北邊有石神井川流經，東北邊以國道為界。北與東山町以石神井川為界，東北鄰彌生町，東接大谷口上町，南連大谷口與向原，西通小茂根。

## 歷史
1971年（昭和46年）實施住居表示。

### 地名由來
因位在大谷口北方而命名。

## 交通

### 鐵道
町內未設車站，可利用以下路線。
- 東京地下鐵
  - 副都心線、有樂町線：千川站（豐島區要町三丁目）、小竹向原站（練馬區小竹町二丁目）
- 東武鐵道
  - 東武東上線：中板橋站（彌生町與中板橋）

### 巴士
- 國際興業巴士（日语：国際興業バス）　
  - 下頭橋
    - 光02：往池袋站東口、往光丘站
    - 池55：往池袋站東口、往小茂根五丁目
- 板橋區有成立社區巴士的構想，大谷口北町也在研究區域內，但目前仍在板橋區議會討論，未有確切的時程表。[3]

### 道路、橋梁
道路
- 國道254號（川越街道）

橋梁
- 耕整橋
- 學校橋
- 山崎橋

## 設施
教育
- 板橋區立大谷口小學校
- 籠目（かごめ）幼稚園

商業設施、商店街
町內無超市，相鄰的大谷口二丁目有吉屋大谷口店。
- 惠比壽通（えびす通り）（惠比壽通商店會）
- Pastel宮之下（パステル宮の下）（宮之下商榮會）
- 大谷口北町商店會
- FamilyMart大谷口北町店
- Three F（日语：スリーエフ）板橋大谷口北町店

## 備註
1. ↑  住民基本台帳による町丁目別世帯数及び人口表-東京都板橋区
2. ↑  板橋区教育委員会『いたばしの地名』，1995年3月，P127。
3. ↑  板橋区 交通対策調査特別委員会報告書「区内交通アクセス改善対策について及び東上線立体化促進活動について」
http://www.city.itabashi.tokyo.jp/c_kurashi/009/attached/attach_9768_4.pdf%5B%5D